# グローバルスタイル
グローバルスタイル株式会社（英: Global Style Co.,Ltd.）は、大阪府大阪市に本社を置く、オーダーメイドスーツ専門店「Global Style」（グローバルスタイル）の運営を中心に事業を展開する企業。

## 沿革
- 1928年2月 - 毛織物卸商「丹後屋羅紗店」を大阪市東区にて創業開始
- 1964年6月 - 「丹後屋羅紗店」から「タンゴヤ株式会社」へ社名変更
- 2009年12月 - オーダースーツ専門店ブランド「Global Style（グローバルスタイル）」の展開を開始。「グローバルスタイル 大阪本町店」（現「GINZA グローバルスタイル 大阪本町店」）が第1号店として開店。
- 2021年8月 - JASDAQ上場[3]
- 2022年11月-  「タンゴヤ株式会社」から「グローバルスタイル株式会社」へ社名変更[4]

## 事業展開
- オーダーメイドスーツ専門店「Global Style」（グローバルスタイル）[5]の運営
- オーダーメイドスーツ専門店「TANGOYA」（タンゴヤ）の運営
- 紳士スーツ服地の卸売事業
- イタリアエスプレッソコーヒー豆「BORBONE」（ボルボーネ）の卸売事業

## スポンサー活動
2018年、Jリーグチーム・横浜F・マリノスのオフィシャルスーツサプライヤー及びオフィシャルパートナーとして、移動・公式行事の際に着用するオーダーメイドスーツ・シャツ・シューズなどを提供。